# Шарль Верже
Шарль Пом'є дю Верже (фр. Charles Paumier du Verger) — бельгійський стрілець, призер Літніх Олімпійських ігор 1900 і 1908, а також дванадцяти разовий чемпіон світу.
На іграх 1900 в Парижі Верже взяв участь у змаганнях зі стрільби з гвинтівки. У стрільбі стоячи він посів 3-тє місце з 298 балами і отримав бронзову медаль. У стрільбі з коліна він зайняв 9-ту позицію з 297 балами, лежачи 15-те місце з 302 балами. У стрільбі з трьох положень, у якій всі бали сумувались, Верже став 6-тим. У командному змаганні його команда зайняла останнє шосте місце.
Через вісім років Верже взяв участь у Літніх Олімпійських іграх у Лондоні в командному змаганні зі стрільби з пістолета і гвинтівки. У першому змаганні його команда зайняла друге місце, виграла срібні медалі. У другому поєдинку тільки четверте місце.
Отже, Верже 12 раз став чемпіоном світу, 6 раз срібним і 12 раз бронзовим призером світових верховенств.

## Олімпійські результати
| Олімпійські ігри | Дисципліна                                        | Результат | Місце     | Джерело |
| ---------------- | ------------------------------------------------- | --- | --------- | ------- |
| OІ 1900          | Довільна гвинтівка з трьох положень, 300 м        | 897 punktów Стоячи – 298 балів З коліна – 297 балів Лежачи – 302 бали | 6 (з 30)  | [ 2 ]   |
| OІ 1900          | Довільна гвинтівка з трьох положень, 300 м (ком.) | 4166 балів (ком.), 897 балів (індивід.) | 6 (з 6)   | [ 3 ]   |
| OІ 1900          | Довільна гвинтівка з коліні, 300 м                | 297 балів | 9 (з 30)  | [ 4 ]   |
| OІ 1900          | Довільна гвинтівка лежачи, 300 м                  | 302 бали | 15 (з 30) | [ 5 ]   |
| OІ 1900          | Довільна гвинтівка стоячи, 300 м                  | 298 балів | 3 (з 30)  | [ 6 ]   |
| OІ 1908          | Довільний пістолет, 50 ярдів (ком.)               | 1863 бали (ком.), 462 бали (інидвід.) | 2 (з 7)   | [ 7 ]   |
| OІ 1908          | Довільна гвинтівка з трьох положень, 300 м (ком.) | 4509 балів (ком.), 826 балів (індивід.) Стоячи – 217 бал індивід. (1229 балів ком.) З коліна – 296 бал індивід. (1507 балів ком.) Лежачи – 313 бал індивід. (1773 бали ком.) | 5 (з 9)   | [ 8 ]   |

## Медалі здобуті на чемпіонатах світу
Опрацьовано з джерел:
| Чемпіонат світу       | Дисципліна                                        | Результат         | Місце |
| --------------------- | ------------------------------------------------- | ----------------- | ----- |
| Париж 1900            | Довільна гвинтівка стоячи, 300 м                  | 298 балів         | 3     |
| Брюссель 1905         | Довільна гвинтівка з трьох положень, 300 м        | 1004 бали         | 1     |
| Брюссель 1905         | Довільна гвинтівка з трьох положень, 300 м (ком.) | 4626 балів (ком.) | 2     |
| Брюссель 1905         | Довільна гвинтівка з коліна, 300 м                | 332 бали          | 3     |
| Брюссель 1905         | Довільна гвинтівка лежачи, 300 м                  | 350 балів         | 1     |
| Брюссель 1905         | Довільна гвинтівка стоячи, 300 м                  | 322 бали          | 2     |
| Брюссель 1905         | Довільний пістолет, 50 м                          | 502 бали          | 3     |
| Брюссель 1905         | Довільний пістолет, 50 м (ком.)                   | 2486 балів (ком.) | 1     |
| Мілан 1906            | Довільна гвинтівка з трьох положень, 300 м        | 964 бали          | 3     |
| Мілан 1906            | Довільна гвинтівка з трьох положень, 300 м (ком.) | 4495 балів (ком.) | 3     |
| Мілан 1906            | Довільна гвинтівка з коліна, 300 м                | 338 балів         | 1     |
| Мілан 1906            | Довільна гвинтівка стоячи, 300 м                  | 308 балів         | 2     |
| Мілан 1906            | Довільний пістолет, 50 м                          | 508 балів         | 3     |
| Мілан 1906            | Довільний пістолет, 50 м (ком.)                   | 2425 балів (ком.) | 1     |
| Цюрих 1907            | Довільна гвинтівка з трьох положень, 300 м (ком.) | 4672 бали (ком.)  | 2     |
| Цюрих 1907            | Довільний пістолет, 50 м                          | 503 бали          | 2     |
| Цюрих 1907            | Довільний пістолет, 50 м (ком.)                   | 2398 балів        | 1     |
| Відень 1908           | Довільна гвинтівка з трьох положень, 300 м        | 961 бал           | 1     |
| Відень 1908           | Довільна гвинтівка з коліна, 300 м                | 342 бали          | 1     |
| Відень 1908           | Довільний пістолет, 50 м (ком.)                   | 2415 балів        | 2     |
| Лоосдуйнен 1910       | Довільна гвинтівка з трьох положень, 300 м        | 1004 бали         | 3     |
| Лоосдуйнен 1910       | Довільна гвинтівка з трьох положень, 300 м (ком.) | 4786 балів        | 3     |
| Лоосдуйнен 1910       | Довільна гвинтівка лежачи, 300 м                  | 349 балів         | 3     |
| Лоосдуйнен 1910       | Довільна гвинтівка стоячи, 300 м                  | 322 бали          | 3     |
| Лоосдуйнен 1910       | Довільний пістолет, 50 м                          | 518 балів         | 3     |
| Лоосдуйнен 1910       | Довільний пістолет, 50 м (ком.)                   | 2480 балів        | 1     |
| Рим 1911              | Довільна гвинтівка з трьох положень, 300 м (ком.) | 4603 бали         | 3     |
| Рим 1911              | Довільний пістолет, 50 м                          | 528 балів         | 1     |
| Рим 1911              | Довільний пістолет, 50 м (ком.)                   | 2473 бали         | 1     |
| Байонна, Біарріц 1912 | Довільний пістолет, 50 м (ком.)                   | 2570 балів        | 1     |